# Pierre-Simon de Laplace
Pierre-Simon de Laplace (Beaumont-en-Auge, Normandia, 1749. március 23. – Párizs, 1827. március 5.) francia matematikus, csillagász és fizikus (egyes források szerint születési időpontja március 28.).

## Élete
Szülei szegényparasztok voltak. Beaumont-ban született. A beaumont-i katonai iskolának bejáró növendéke volt, ahol feltűnt kitűnő emlékezőképességével. Tanulmányainak elvégzése után ugyanennek az iskolának lett tanára. Képességeinek azonban a kis vidéki iskola nem biztosított elég lehetőséget, és ezért Párizsba ment. Ajánlóleveleivel D'Alembertnél jelentkezett. A híres enciklopédista azonban nem fogadta Laplace-t. Ekkor Laplace saját kezűleg írt levélben kereste fel. A levél elolvasása után Laplace előtt megnyílt D'Alembert ajtaja, hiszen ez az írás a mechanikai elvekről szóló remek értekezés volt. Pár nap múlva Laplace-t az École Militaire matematika tanárává nevezték ki. Ettől kezdve gyorsan haladt előre. 24 éves korában már az akadémia levelező tagja, majd a királyi tüzérség növendékeinek examinátora (vizsgáztatója) lett. 1810 után majdnem minden európai tudományos akadémia tagjául választotta. 1794-ben az École Normale Supérieure analízis tanára lett, nem sokkal később pedig a Mértékügyi Hivatal tagja és elnöke. Egyike azon 72 tudósnak, akiknek neve szerepel az Eiffel-torony oldalán.

## Politikai pályafutása
Szép tudományos sikereivel párhuzamosan haladt politikai pályafutása is. Ez azonban nem vált dicséretére, hiszen politikai sikereit főként köpönyegforgató ügyességének köszönhette. A buzgó republikánust cseppet sem zavarta, hogy a fordulat után átvette a belügyminiszteri tárcát. Igaz, hogy a bársonyszékben eltöltött hat hete csak arra volt jó, hogy alkalmatlanságát bizonyítsa. E minőségében furcsamód sürgette a köztársasági naptár eltörlését. Később a becsület-légió főtisztje, a császárság grófja és a restauráció után márki lett. Magas politikai kitüntetései ellenére ezen a téren nem sok becsülete volt. Politikai viselkedésére jellemző a következő kis történet:
Az akadémia titkári székére Fourier-t és Biot-t jelölték. Laplace, hogy egyik jelölt jóindulatát se veszítse el, a kalapjába tett két szavazócédulát, és így szólt szomszédjához: "Ön bizonyára észreveszi, hogy két szavazólapot töltöttem ki, az egyiket megsemmisítem, a másikat pedig az urnába teszem. Így magam sem tudom, hogy melyik jelöltre szavaztam." A kínos az egész eljárásban csak az volt, hogy a kelleténél kíváncsibb szomszédja azt is észrevette, hogy mind a két cédulán Fourier neve szerepelt.

## Munkássága
A hiúság és a politikai elvtelenség azonban semmit sem von le Laplace tudományos érdemeiből. Azt is javára kell írni, hogy a fiatal tudósokat mindig őszinte barátsággal segítette, és ha politikus körökben nem is, de tudóstársai becsülték és tisztelték. Rövid betegeskedés után, 78 éves korában hunyt el. Búcsúzó utolsó mondata: "Amit tudunk, az vajmi kevés, amit nem tudunk, az roppant sok!"
Nagyobb műveinek száma 90. Ezek egy részét a francia kormány két kötetben kiadta 1843–48-ban.
Legnagyobb műve a Mécanique céleste (Égi mechanika). Összefoglalja benne annak a hatalmas munkásságnak az eredményeit, amelyet Newton, Clairaut, D'Alambert, Euler, Lagrange és Laplace a bolygók mozgási törvényeinek a kutatásában végzett. 1812-ben megjelent Théorie analitique des probabilités (A valószínűség analitikai elmélete) klasszikus műve már a valószínűségszámítást mint a matematika önálló ágát tárgyalja. A könyv annyi anyagot tartalmaz, hogy sok, későbbi felfedezés e tárgyban innen ered. Fizikai munkáiban jelentősen fejlesztette a fizikai matematikát, az analízist, a differenciálegyenleteket. Sok eredménye joggal sorolható a fizikához, de ugyanolyan erővel a matematikához is. Jelentősen fejlesztette a determinánselméletet.